# Álvaro Guerra
Álvaro Manuel Soares Guerra (Vila Franca de Xira, 19 de outubro de 1936 — Vila Franca de Xira, 18 de abril de 2002) foi um jornalista, diplomata e um importante escritor português do século XX.
Formado na Faculdade de Letras da Universidade de Lisboa; foi fundador do jornal "A Luta" e embaixador de Portugal em Estocolmo.

## Biografia
Combateu na Guerra do Ultramar, mais propriamente na Guiné-Bissau, entre 1961 e 1963. Desde cedo se manifestou contra o salazarismo e contra a guerra colonial (gabava-se de ter sido dos primeiros autores a escrever sobre esta guerra). Após um ferimento, regressou a Portugal tendo logo em 1964 rumado a França, para estudar publicidade na École des Hautes Études da Sorbonne, onde permaneceu até 1969, evitando as perseguições da PIDE. Regressado ao seu país, ligou-se ao jornalismo tendo colaborado no "República" e em particular no Jornal do Caso República existente entre Maio e Julho de 1975, tendo também  participado na fundação de "A Luta", sempre numa perspectiva oposicionista.
Esta sua atividade jornalistica levá-lo-ia, após o 25 de Abril, à Direção de Informação da RTP. Foi conselheiro do Presidente da República António Ramalho Eanes no primeiro mandato deste, tendo depois abraçado a carreira diplomática, que o levaria à antiga Jugoslávia, Índia, Zaire, Estrasburgo e Suécia.
A 18 de março de 1980, foi agraciado com o grau de Grã-Cruz da Ordem do Infante D. Henrique, a 7 de fevereiro de 1985 com o grau de Grã-Cruz da Ordem do Mérito e a 1 de outubro de 1985 com o grau de Grande-Oficial da Ordem da Liberdade.
Viria a falecer a 18 de abril de 2002, vítima de complicações cardíacas.
Ao longo da sua vida permaneceu sempre muito ligado à sua terra natal e ao elemento cultural que mais a caracteriza, a tauromaquia. A este propósito, afirmou no Congresso Mundial de Cidades Taurinas, realizado em Vila Franca de Xira em 2001, que «A escrita é um desafio, tal como a tourada. Gostaria de fazer da minha vida uma tauromaquia».
Foi um dos fundadores do PS, em abril de 1973, tendo-se afastado daquele partido, embora se tenha sempre mantido nu sua esfera político-ideológica.

## Vida Literária
O seu primeiro romance Os mastins teve a honra de ser prefaciado pelo seu conterrâneo Alves Redol. Nesta obra, e como se iria revelar ao longo da sua carreira, nota-se uma abordagem política e uma crença na contínua influência do passado sobre o presente e o devir histórico. Na verdade, Álvaro Guerra destacou-se no romance histórico, nomeadamente naquele que aborda as grandes temáticas portuguesas do século XX (como aquelas que são, porventura, as suas obras mais conhecidas (trilogia dos cafés) Café Central, Café República e Café 25 de Abril) ou ibéricas, como no caso de O jardim das paixões extintas, obra maior sobre a Guerra Civil de Espanha. Noutra das suas obras, A Guerra Civil, aborda as lutas entre liberais e absolutistas no século XIX. Noutro registo foi distinguido com o Grande Prémio da Crónica da APE, com o seu livro Crónicas Jugoslavas, marcado pela sua experiência diplomática.

## Obras
- Os Mastins (1967), romance
- Disfarce (1969), romance
- A Lebre (1970), romance
- Memória (1971) (contos - O cavalo branco)
- Capitão Nemo e Eu (1973)
- Do General ao Cabo mais Ocidental (1976), poesia
- Café República (1982)
- Café Central (1984)
- Café 25 de Abril (1984)
- Crimes Imperfeitos (1990)
- Razões do Coração (1991)
- A Guerra Civil (1993)
- Esboços para Uma Tauromaquia (1994)
- Com Crónicas Jugoslavas (1996)
- No Jardim das Paixões Extintas (2002)